# Glycyrrhiza acanthocarpa
Glycyrrhiza acanthocarpa es una especie de planta floral del género Glycyrrhiza, familia Fabaceae, orden Fabales.

## Distribución
Se distribuye por Nueva Gales del Sur, Queensland, Australia Meridional, Victoria y Australia Occidental.

## Taxonomía
Fue descrita por (Lindl.) J.M.Black y publicada en Transactions and Proceedings of the Royal Society of South Australia 43: 351 (1919).